# Монгольская кириллица
Монгольская кириллица — алфавит монгольского языка на основе кириллицы, принятый в Монголии с 1941 года. В разные годы для монгольского языка применялись многие другие системы письменности (см. монгольские письменности). Вне Монголии — например, в КНР, они применяются и сейчас.
Современный монгольский алфавит отличается от русского двумя дополнительными буквами: Ө и Ү.

## Отличие от предыдущих систем
Рационалистически введение данного алфавита обосновывалось необходимостью установления прямой корреляции между разговорной фонетической нормой и письменностью. Считалось, что старомонгольская письменность недоступна простым людям, так как формы слов, использующиеся в ней, значительно устарели, и изучение письменности требовало фактически изучения монгольского языка эпохи средневековья, с большим количеством букв и давно утраченными временными и падежными формами. Кириллизация проводилась на основе так называемого «цокающего» халхасского диалекта (так, за словом «чай» при кириллизации окончательно закрепилась фонетическая форма монг. цай, тогда как в старомонгольском ч и ц не различались). Также по сравнению со старомонгольской орфографией были чётко дифференцированы «ж» и «з», «г» и «х» слов мягкого ряда, «о» и «у», «ө» и «ү». Написание заимствований из языков, не имеющих гармонии гласных, стало точнее, поскольку старомонгольское письмо автоматически подразумевало идентификацию фонетики всего слова как мягкого (переднеязычного) или твёрдого (заднеязычного) ряда, что идентифицировалось чаще всего по первому слогу.
Основное упущение данной орфографии по отношению к фонетике — в ряде случаев без знания слова заранее отсутствует возможность дифференцировать звуки [n] и [ŋ], так как специального знака для [ŋ] нет. Это вызывает, в частности, проблему в отображении китайских слов и названий, так как в собственно монгольских словах «ь» используется, в отличие от русского языка, в местах, где перестала произноситься «i», и поэтому редко используется там, где не подразумевается слога.
Хорошо владевшие старомонгольским письмом люди отмечали как ущерб для национальной идентификации и утрату наддиалектного старописьменного языка, так и большую приспособленность старомонгольской графики с её значительно более лаконичными элементами для скорописи.

## История
Первые опыты по использованию кириллицы для монгольского языка принадлежат православным миссионерам и становятся значительными под руководством Нила Иркутского и Нерчинского в 1840-х годах. С тех пор появляется целый ряд кириллических православных церковных изданий на различных монгольских языках, не использующий единую графическую норму.
В 1930-х годах была произведена попытка заменить старомонгольское письмо на латинскую графику. Аналогичные попытки введения алфавита на латинской основе эпизодически делались со стороны Китайской республики, а также Японии в годы Второй мировой войны.
В 1941 году правительством Монголии было принято решение о переводе монгольской письменности на новый алфавит, основанный на кириллице. С 1 января 1946 года на новый алфавит была в основном переведена вся печать, а с января 1950 года — всё делопроизводство.
В 1990-е годы была выдвинута идея о поэтапном возвращении к старомонгольскому письму. С начала 2000-х годов традиционное письмо наряду c кириллицей постепенно стало использоваться в официальной документации и печати.
Как реакция на ассимиляцию монголов Внутренней Монголии китайским народом, с 1990-х годов среди них также распространилась монгольская кириллица как письменность неассимилированных (то есть не китаизированных в области языка) монголов Монголии. Во Внутренней Монголии стали появляться издания на монгольской кириллице, в первую очередь переиздания произведений авторов из Монголии. Популярность этого явления связана не только с аспектами национального самосознания, но и сохраняющейся большей дружественностью компьютерной среды к кириллице по сравнению с вертикально-ориентированным старомонгольским письмом.

## Азбука
| Кириллица |  | Кириллица |  | Кириллица |  | Кириллица |
| --------- |  | --------- |  | --------- |  | --------- |
| А а       |  | И и       |  | П п       |  | Ч ч       |
| Б б       |  | Й й       |  | Р р       |  | Ш ш       |
| В в       |  | К к       |  | С с       |  | Щ щ       |
| Г г       |  | Л л       |  | Т т       |  | Ъ ъ       |
| Д д       |  | М м       |  | У у       |  | Ы ы       |
| Е е       |  | Н н       |  | Ү ү       |  | Ь ь       |
| Ё ё       |  | О о       |  | Ф ф       |  | Э э       |
| Ж ж       |  | Ө ө       |  | Х х       |  | Ю ю       |
| З з       |  |           |  | Ц ц       |  | Я я       |